# ビジュアルスノウ
ビジュアルスノウ（Visual snow）は 、 視野の一部または全体に白い点または黒い点が見える視覚障害。 Visual static、視界砂嵐症候群とも呼ばれる。
視覚の雪嵐のような幻覚のほかに現れる傾向のある症状に、内視現象、羞明、緊張性頭痛がより悪化した症状である反復視が挙げられる。症状は通常の場合恒常的に存在するが、実行可能な治療法はいまだ研究途中であり、治療法は見つかっていない。
乱視はこのようなビジュアルスノウ特有の症状に関係はしていないと推定されているものの、 普遍的な合併症である。
片頭痛と耳鳴りは、両者ともビジュアルスノウのより重篤な症状と関連する一般的な合併症である。顎関節症も一般的な合併症の可能性がある。
片頭痛はかつてビジュアルスノウの片頭痛の前兆における視覚障害であると想定されていたが、これが事実ではないということを研究結果が示しており、むしろ、独立した臨床像を想定することができる。

## 兆候と症状

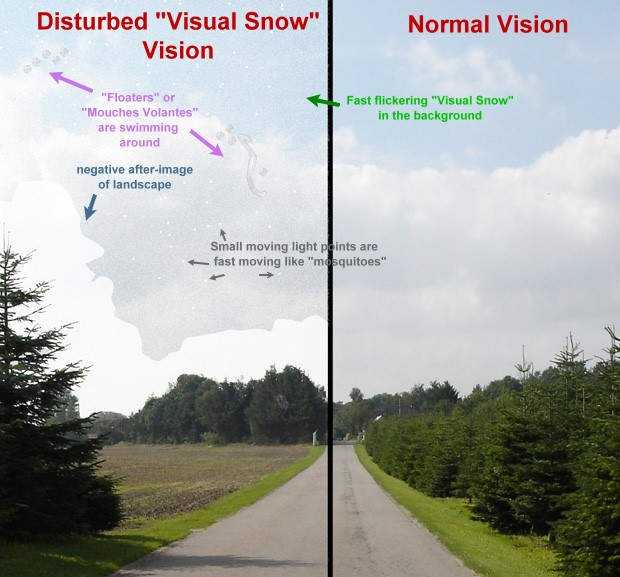
ビジュアルスノウの視界と正常な視界

ビジュアルスノウの患者は、テレビ放送終了後のテレビ画面のスノーノイズのような砂嵐が見えていると報告している。 
ラッグヘイブン(Rag haven)らによる2010年の研究によると、患者が「雪」と見なすのは、患者自身の内因性視覚ノイズであると仮定されている。
患者の人々の多くは、明るい場所よりも暗い場所でより多くの砂嵐が見えると報告している。

## 併存疾患
ビジュアルスノウの患者は砂嵐に加え、患者の人々の多くは、スターバースト、 残像の増加、 フローター 、トレイルなど、他の種類の視覚障害を患っている。
ビジュアルスノウによる片頭痛および前兆を伴う片頭痛は、一般的な併存疾患である。 この片頭痛はビジュアルスノウで見られる砂嵐以外の視覚症状と耳鳴りの一部を悪化させる。

## 疫学
視覚雪症候群は、特に若い成人期に始まり 一部の患者は、出生以来記述された症状を経験しているとほか明らかな原因のない突然の病気の発症がしばしば報告されている。 物質の以前の摂取は、臨床像の外観とは関係がないようで 疫学的に、臨床像は片頭痛およびHPPDの臨床像と多くの類似点を持っている。 影響を受ける人々の数に関する正確なデータは入手できない。

## 臨床症状
臨床神経学的および眼科的所見は通常、異常を示さない。 片頭痛の持続的前兆と臨床像を区別するためにある大きな患者グループでの正確な臨床的特徴、付随する疾患および疾患経過の記録を用いて検査を実施。 これに基づいて、次の診断基準が仮定された。  
| ICHD-3に基づく視覚雪症候群の診断基準 | ICHD-3に基づく視覚雪症候群の診断基準                                              | ICHD-3に基づく視覚雪症候群の診断基準 |
| ------------------------------------ | --------------------------------------------------------------------------------- | --- |
| A                                    | 視覚的な雪：動的で、3か月以上続く双眼鏡の視野全体に継続的に存在する小さなポイント | 視覚的な雪：動的で、3か月以上続く双眼鏡の視野全体に継続的に存在する小さなポイント |
| B                                    | 次の4つのカテゴリに少なくとも2つの他の視覚症状が存在する                          | 次の4つのカテゴリに少なくとも2つの他の視覚症状が存在する |
|                                      | I                                                                                 | パリノプシア （以前は視野にあったオブジェクトの錯覚）。 次のうち少なくとも1つ：移動物体の残像（網膜残像とは異なる）または「トレーリング」（痕跡） |
|                                      | II                                                                                | 顕著な光学的現象。 次の少なくとも1つ：両方の目の過剰な浮遊物 （空飛ぶ蚊）、目の「 自己光 」（色の付いた雲、渦、波）、自発的検視 （雷、火花、アスタリスクの知覚）、または過度のブルーフィールド現象 （知覚）次のような明るい青色の光を見ると、無数の小さな、急速に移動するポイント B.空） |
|                                      | III                                                                               | Photo明（光に対する感度） |
|                                      | IV                                                                                | 夜間視 （薄明の視力障害） |
| C                                    | 症状は典型的な視覚片頭痛の前兆と一致しない                                        | 症状は典型的な視覚片頭痛の前兆と一致しない |
| D                                    | 症状は他の障害によってうまく説明できない                                          | 症状は他の障害によってうまく説明できない |

付随疾患には、さまざまな形態の片頭痛が含まれ ほかに耳鳴り 、 集中困難 、二次的な非人格化などの他の非視覚症状も頻繁に観察され、さらに、 うつ病や不安症 、併存疾患との関連があり、慢性片頭痛と診断することもある。

## 原因
ビジュアルスノウの病因 （原因）はまだ解明されていない。 病因に関する様々な考慮事項がある。 
考えられる説明の1つは、視覚野の抑制と興奮の不均衡で 手がかりは、影響を受けた人のコントラストと明るさの両方の妨げられた知覚であり、ある意味で、一次視覚野の過興奮の可能性と一致している。 この仮説は、脳内の2つの領域である右舌回と左葉前部小脳で高いグルコース代謝回転と関連する高い活性を示すイメージング技術（ PET ）の結果によっても支持されている。  しかし、現在のところ、視覚野の推定される興奮性亢進を電気生理学的測定を使用して直接実証できるケーススタディは1つだけである 。

## 治療法
ビジュアルスノウの治療法は確立されていない。 治療でビジュアルスノウを完治することは困難だが、治療により症状を軽減し、改善することは可能である。個々のケースでは、 抗痙攣薬 （例： B.ラモトリギン）が効果的である  。また、色付きメガネを着用することが勧められている。
治療に使用できる薬物は、 ラモトリギン、アセタゾラミド、またはベラパミルが含まれるが常に症状を改善することはできない。